# Macruromys
Macruromys is een geslacht van knaagdieren uit de muizen en ratten van de Oude Wereld dat voorkomt op Nieuw-Guinea. Het is een zeldzaam geslacht van middelgrote ratten dat van slechts enkele locaties in de bergen van Nieuw-Guinea, van 1200 tot 1800 m hoogte, bekend is. Beide soorten zijn bedreigd. Ze hebben allebei twee paren van mammae op de buik en geen op de borst. Dit geslacht behoort tot de Pogonomys-divisie, net als onder andere Mallomys, Hyomys en Coccymys. In het verleden is echter ook een verwantschap met de "Hydromyinae" gesuggereerd. Het zijn middelgrote ratten met kleine kiezen en een lange staart, bedekt met fijne haren.
Er zijn twee soorten:
- Macruromys elegans – Slanke kleintandrat
- Macruromys major